# Francesco Passaro
Francesco Passaro (Perugia, 7 gennaio 2001) è un tennista italiano.
Si è distinto in singolare vincendo tre tornei nel circuito Challenger e il suo miglior ranking ATP è l'89º posto nel febbraio 2025. Ha esordito nel circuito maggiore agli Internazionali d'Italia 2022.

## Carriera

### Tra gli juniores
Gioca nell'ITF Junior Circuit tra il 2017 e il 2019 e vince in totale 3 tornei in singolare e 4 in doppio, tra cui uno di Grade 1 in Croazia. Nel maggio 2019 raggiunge il 31º posto nel ranking mondiale di categoria.

### 2017-2021: inizi tra i professionisti e primi titoli ITF
Fa la sua prima apparizione tra i professionisti nel luglio 2017 alle qualificazioni del Challenger di Perugia e viene eliminato al secondo incontro. L'impegno successivo è nel febbraio 2019, nel corso della stagione gioca con discreta continuità nel circuito ITF e a luglio disputa e perde la sua prima finale in carriera al torneo M15 di Gubbio. Nel 2020, stagione contrassegnata dalla lunga pausa del tennis mondiale per il COVID-19, gioca solo 4 tornei senza ottenere risultati di rilievo.
La stagione 2021 è la prima che gioca per intero e ad aprile vince i primi titoli da professionista all'ITF M15 del Cairo, imponendosi sia nel torneo di singolare che in quello di doppio. Il mese successivo fa il suo esordio con una sconfitta in doppio nel tabellone principale di un torneo ATP a Parma, e viene eliminato al primo turno anche nelle qualificazioni in singolare. A luglio supera per la prima volta le qualificazioni in un torneo Challenger a Perugia ed esce di scena al primo turno. Ad agosto vince di nuovo i titoli in singolare e in doppio nello stesso torneo ITF, questa volta all'M15 di Xativa.

### 2022: primo titolo Challenger e 119º del ranking
Nel febbraio 2022 vince un altro torneo ITF e in aprile, partendo dalle qualificazioni, raggiunge a sorpresa a Sanremo la sua prima finale Challenger, elimina tra gli altri il nº 109 del ranking Gianluca Mager, al quale concede due soli giochi, e viene sconfitto in tre set da Holger Rune al termine di un incontro equilibrato. Il grande risultato gli vale una wild-card per il tabellone principale degli Internazionali d'Italia, e al suo esordio in singolare nel circuito maggiore viene eliminato da Cristian Garín. Continua invece a raccogliere soddisfazioni nei Challenger, a giugno raggiunge la finale anche al torneo di Forlì di categoria 125, in semifinale supera il nº 87 ATP Jaume Munar, primo top 100 sconfitto in carriera, e cede in tre set a Lorenzo Musetti. A fine maggio disputa la sua prima finale Challenger in doppio a Vicenza e viene sconfitto in coppia con Luciano Darderi. Subito dopo gioca una nuova finale Challenger a Milano e perde contro Federico Coria, risultato con cui fa il suo ingresso nella top 200 del ranking. La settimana successiva vince la medaglia d'oro in singolare e in doppio, assieme a Matteo Arnaldi, ai Giochi del Mediterraneo.
A luglio vince a Trieste il suo primo titolo Challenger battendo in finale Zhang Zhizhen in tre set e sale alla 144ª posizione mondiale. Fa la sua prima esperienza nei tornei del Grande Slam agli US Open e viene eliminato al secondo incontro nelle qualificazioni. Perde la finale al successivo Challenger di Como contro Cedrik-Marcel Stebe e a fine settembre porta il best ranking alla 122ª posizione. Due settimane dopo vince il suo primo incontro in un tabellone principale ATP sconfiggendo di nuovo Zhang al Firenze Open e cede al secondo turno a Mackenzie McDonald. Supera le qualificazioni al successivo ATP di Napoli e al primo turno viene nuovamente sconfitto da McDonald. Prende parte alle Next Generation ATP Finals e viene eliminato nel round-robin con una vittoria e due sconfitte. Chiude la stagione con il nuovo best ranking al 119º posto.

### 2023: 108º e discesa nel ranking
Il 2023 inizia con l'eliminazione al secondo turno di qualificazione dell'Australian Open. La settimana seguente al Tenerife Challenger I raggiunge i quarti di finale in singolare e la semifinale in doppio. Al Tenerife Challenger III perde la finale in doppio in coppia con Matteo Gigante. A febbraio migliora i best ranking portandosi al 108º posto in singolare e al 256º in doppio. All'ATP 250 di Marrakech supera in 3 set l'ex nº 14 del mondo Aslan Karacev ed esce di scena al secondo turno. Nei mesi successivi l'unico risultato significativo è la finale Challenger raggiunta in luglio a Trieste, dove era campione uscente, e viene sconfitto in 3 set da Hugo Gaston. A settembre perde la finale di doppio al Challenger 125 di Bad Waltersdorf assieme a Marco Bortolotti e a ottobre esce dalla top 200 in singolare.

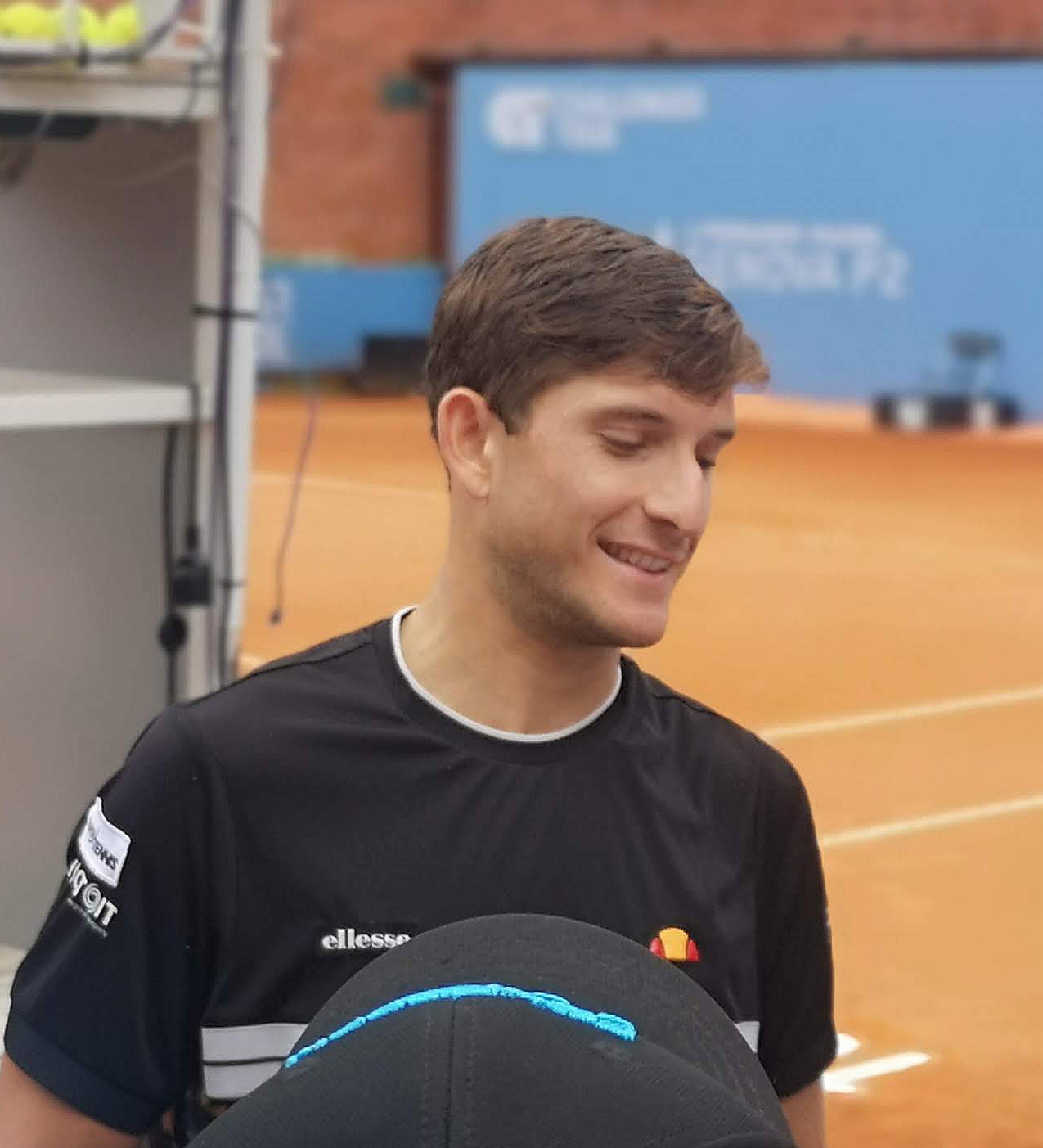
Francesco Passaro al Piemonte Open 2024

### 2024, terzo turno al Masters di Roma, due titoli Challenger di cui un 175 e risalita al 106º posto
Nei primi mesi del 2024 si distingue solo a marzo accedendo alla semifinale nel Challenger 125 di Napoli e ad aprile superando le qualificazioni all'ATP di Monaco di Baviera. Sceso al 240º posto nel ranking, supera le qualificazioni agli Internazionali d'Italia, nelle quali era entrato con una wild card, e raggiunge per la prima volta il terzo turno nel circuito maggiore con i successi in tre set sul nº 73 ATP Arthur Rinderknech e sul nº 26 Tallon Griekspoor. Viene sconfitto nel tie-break del set decisivo da Nuno Borges, dopo avere sprecato un match point nel secondo parziale.
Il buon momento di forma prosegue la settimana successiva con il trionfo al Challenger 175 di Torino; accede alla semifinale superando tre giocatori top 100, concede quindi cinque soli giochi al giocatore di casa e nº 47 ATP Lorenzo Sonego e batte in finale il nº 29 Lorenzo Musetti in due set. Con questi risultati guadagna 107 posizioni nel ranking e risale alla 133ª. Nel periodo successivo non raccoglie buoni risultati e perde diverse posizioni nel ranking. Si riprende conquistando il titolo al Challenger 125 di Genova con la vittoria in finale su Jaume Munar, risultato con cui ritocca il miglior ranking dopo oltre un anno e mezzo portandosi al 106º posto. Chiude la stagione con la finale al Maia Challenger, persa contro Damir Džumhur con il punteggio di 3-6, 4-6.

### 2025, esordio in un torneo del Grande Slam, 89º e discesa nel ranking
A inizio stagione supera le qualificazioni all'ATP 250 dell'Hong Kong Open ed esce al primo turno. Fa il suo esordio nei tornei del Grande Slam superando le qualificazioni anche agli Australian Open e al primo turno elimina il nº 10 del mondo Grigor Dimitrov (primo top 10 sconfitto in carriera), che si ritira nel corso del secondo set dopo aver perso il primo. Viene battuto al secondo turno in quattro set da Benjamin Bonzi; con questi risultati fa il suo ingresso nella top 100 del ranking, al 90º posto. Sale all'89º a febbraio e, dopo 10 settimane, ad aprile esce dalla top 100. Sconfigge il nº 15 del mondo Grigor Dimitrov ed esce di nuovo al terzo turno al Masters di Roma. Non supera i quarti al successivo Challenger 175 di Torino, dove era campione uscente, e scende alla 143ª posizione nel ranking. Di rilievo in questo periodo il debutto al Roland Garros, dove perde al primo turno. Risale dopo il ritiro in semifinale al Challenger 125 di Sassuolo e i secondi turni raggiunti nei tornei ATP di Gstaad e Umago

## Statistiche

### Tornei minori

#### Singolare

##### Vittorie (6)
| Legenda tornei minori     |
| Challenger (3)            |
| ITF World Tennis Tour (3) |

| N. | Data             | Torneo                                             | Superficie  | Avversario in finale     | Punteggio     |
| 1. | 18 aprile 2021   | M15 Cairo, Il Cairo                                | Terra rossa | Giacomo Dambrosi         | 6–1, 6–4      |
| 2. | 8 agosto 2021    | M15 Xativa, Xativa                                 | Terra rossa | Inaki Montes De la Torre | 2–6, 6–1, 6–4 |
| 3. | 27 febbraio 2022 | M15 Monastir, Monastir                             | Cemento     | Terence Atmane           | 7–6(3), 6–2   |
| 4. | 24 luglio 2022   | Internazionali di Tennis Città di Trieste, Trieste | Terra rossa | Zhang Zhizhen            | 4–6, 6–3, 6–3 |
| 5. | 19 maggio 2024   | Torino Challenger, Torino                          | Terra rossa | Lorenzo Musetti          | 6–3, 7–5      |
| 6. | 8 settembre 2024 | Genoa Open Challenger, Genova                      | Terra rossa | Jaume Munar              | 7–5, 6–3      |

##### Sconfitte in finale (8)
| Legenda tornei minori     |
| Challenger (6)            |
| ITF World Tennis Tour (2) |

| N. | Data             | Torneo                               | Superficie      | Avversario in finale | Punteggio     |
| 1. | 21 luglio 2019   | M15 Gubbio, Gubbio                   | Terra rossa     | Gonzalo Villanueva   | 5–7, 2–6      |
| 2. | 30 gennaio 2022  | M15 Monastir, Monastir               | Cemento         | Mattia Bellucci      | 4–6, 5–7      |
| 3. | 9 aprile 2022    | Sanremo Challenger, Sanremo          | Terra rossa     | Holger Rune          | 1–6, 6–2, 4–6 |
| 4. | 5 giugno 2022    | Forlì Open, Forlì                    | Terra rossa     | Lorenzo Musetti      | 6–2, 3–6, 2–6 |
| 5. | 26 giugno 2022   | Aspria Tennis Cup, Milano            | Terra rossa     | Federico Coria       | 6(2)–7, 4–6   |
| 6. | 4 settembre 2022 | Città di Como Challenger, Como       | Terra rossa     | Cedrik-Marcel Stebe  | 6(2)–7, 4–6   |
| 7. | 23 luglio 2023   | Città di Trieste Challenger, Trieste | Terra rossa     | Hugo Gaston          | 3–6, 7–5, 2–6 |
| 8. | 1º dicembre 2024 | Maia Challenger, Maia                | Terra rossa (i) | Damir Džumhur        | 3–6, 4–6      |

#### Doppio

##### Vittorie (3)
| Legenda tornei minori     |
| Challenger                |
| ITF World Tennis Tour (3) |

| N. | Data            | Torneo              | Superficie  | Compagno              | Avversari in finale                          | Punteggio |
| 1. | 17 aprile 2021  | M15 Cairo, Il Cairo | Terra rossa | Daniele Capecchi      | Luke Johnson Volodymyr Uzhylovskyi           | 7–5, 6–4  |
| 2. | 7 agosto 2021   | M15 Xativa, Xativa  | Terra rossa | Imanol Lopez Morillo  | Alberto Barroso Campos Benjamin Winter Lopez | 6–4, 6–4  |
| 3. | 30 ottobre 2021 | M15 Madrid, Madrid  | Terra rossa | Carlos Lopez Montagud | Lucas Bouquet Stefan Micov                   | 6–0, 6–3  |

### Vittorie contro giocatori top 10
| Anno     | 2025 | Totale |
| -------- | ---- | ------ |
| Vittorie | 1    | 1      |

| Anno | N. | Avversario      | Ranking | Torneo                     | Superficie | Turno | Punteggio      |
| 2025 | 1. | Grigor Dimitrov | 10      | Australian Open, Melbourne | Cemento    | 1T    | 7-5, 2-1, rit. |

## Palmarès
- Giochi del Mediterraneo

Orano 2022:  Oro in singolare e doppio.